# Eccremis coarctata
Eccremis coarctata là một loài thực vật có hoa trong họ Thích diệp thụ. Loài này được (Ruiz & Pav.) Baker miêu tả khoa học đầu tiên năm 1876.